# Festival de Cine Africano de Tarifa-Tánger

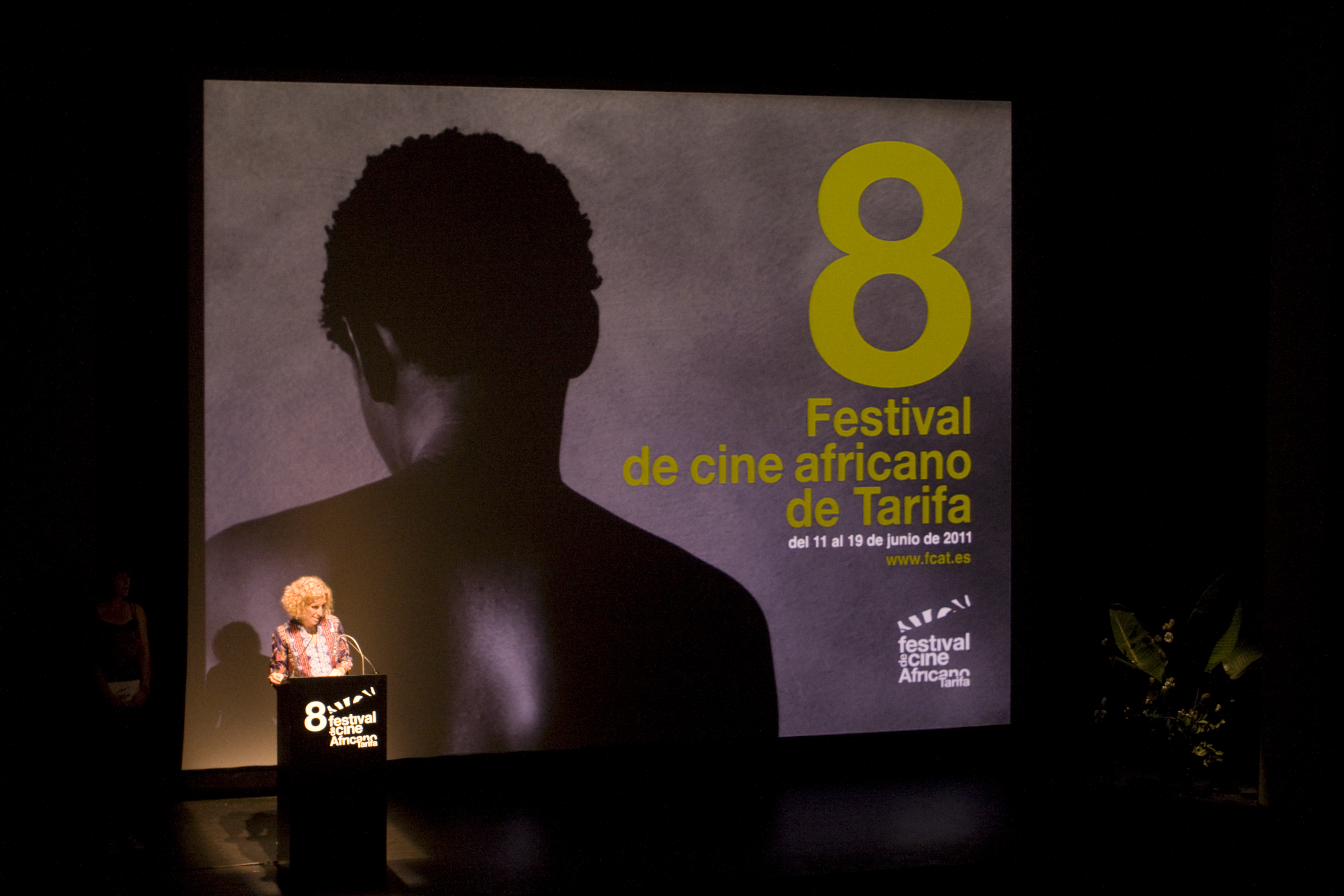
Imagen del Festival de 2011.

El Festival de Cine Africano (FCAT) es un festival anual dedicado a la cinematografía africana organizado por la asociación sin ánimo de lucro Al Tarab.
El evento nace en el 2004 con el nombre de Muestra de Cine Africano de Tarifa, para cambiar su denominación de Muestra a Festival en la edición del 2007. Tras ocho ediciones en Tarifa, a partir de 2012 el festival se celebró durante cuatro años en Córdoba. En 2016 el FCAT vuelve a la ciudad que lo vio nacer, Tarifa, con una excepción: al mismo tiempo se celebrará también en Tánger.

## Historia
El Festival de Cine Africano - FCAT, conocido en otras ediciones como Festival de Cine Africano de Tarifa y Festival de Cine Africano de Córdoba, nace en el 2004 por iniciativa del Centro de Divulgación Cultural del Estrecho Al Tarab, con sede en Sevilla. Durante los primeros tres años el evento estaba pensado como una Muestra de la mejor producción cinematográfica procedente de África, para pasar a ser en la cuarta edición un Festival a concurso. El Festival nace con el objetivo de dar a conocer una nueva imagen de África al público español, alejada de los estereotipos facilitados por los medios de comunicación de masa, utilizando Tarifa como un punto de encuentro símbolo para el encuentro e intercambio de culturas. Para ello se reservó desde un principio un especial interés a la demás expresiones artísticas, creándose así un amplio abanico de actividades paralelas tal como exposiciones de fotografía, pintura, esculturas, conciertos, talleres. Desde siempre se ha dado grande relevancia también a las actividades relacionadas con los más jóvenes, a través de la creación del Espacio Escuela, que enmarca toda una serie de actividades desarrolladas fuera y dentro del Festival con los centros escolares de la provincia de Cádiz.
El Festival también ha pretendido potenciar el mercado y la coproducción cinematográfica del continente vecino, a través de la organización de sus Jornadas profesionales. Asimismo, organiza el foro de coproducción "África Produce".

## Estructura del festival
El festival se estructura en una serie de secciones tanto competitivas como no competitivas, que pueden variar en cada edición (para mayor información sobre las secciones de la edición actual, consultar el apartado "Ediciones"):
Secciones competitivas
- “Hipermetropía”: competición de largometrajes de ficción y documentales.
- “En breve”: competición de cortometrajes de ficción y documentales.

Secciones paralelas (no competitivas)
Existen dos secciones que se mantienen constantes durante todas las ediciones:
- África en Ritmo: películas sobre la danza y/o la música africana
- Afroscope: selección panorámica de películas africanas o internacionales acerca de las realidades africanas contemporáneas

Este año 2016 se incluyen estas otras:
- Tánger, la perla del norte: selección de películas sobre la ciudad de Tánger
- Estrechando: sección de películas de ambas orillas del Estrecho
- Cine etnográfico: selección de películas etnográficas elaborada junto con estudiantes del Grado en Antropología de la Universidad de Sevilla

Además, en cada edición se complementa con la programación de retrospectivas, monográficos y secciones homenaje.
El Festival no se limita a la mera proyección de películas durante sus días de programación, y completa su propuesta a través de otras acciones que se pueden resumir en las siguientes áreas:
- Actividades paralelas: reúne todas las actividades relacionas a la música, exposiciones, talleres, etc.
- Espacio Escuela: proyecto marco para las actividades con los centros escolares.

## Palmarés de todas las ediciones

### FCAT 2018
Estas fueron las películas seleccionadas por el jurado oficial, compuesto por: Angèle Diabang (Senegal), Tala Hadid (Marruecos), Dorothee Werner (Alemania), Luis Parés y Alex Moussa Sawadogo (Burkina Faso). Los cortometrajes fueron elegidos por la Asociación CineCádiz:
- Mejor largometraje de ficción: Rosas venenosas de Ahmed Fawzi Saleh (Egipto, Francia, Catar, Emiratos Árabes Unidos)
- Mejor documental: Boxing Libreville de Amédée Pacôme (Gabón, Francia, Bélgica)
- Mención especial al documental: Futuros inciertos de Eddy Munyaneza (Burundi, Francia, Bélgica)
- Premio del público a mejor película: La bella y los perros de Kaouther Ben Hania (Túnez, Francia, Suecia, Noruega, Líbano, Catar, Suiza)
- Premio a mejor cortometraje: La entrada de cine de Ayoub Layoussifi (Marruecos, Francia)
- Premio a mejor actriz: Maggie Mulumbwa por su papel en No soy una bruja de Rungano Nyoni (Reino Unido, Francia, Alemania, Zambia)
- Mejor largometraje de ficción | Premio honorífico del CinePalium Fest : No soy una bruja de Rungano Nyoni (Reino Unido, Francia, Alemania, Zambia)

### FCAT 2017
El jurado oficial estuvo formado por: Jihan El Tahri (Egipto), Ikbal Zalila (Túnez) y Faouzi Bensaïdi (Marruecos).
- Mejor largometraje de ficción: Félicité de Alain Gomis (Senegal, Francia)
- Mejor documental: Atlal de Djamel Kerkar (Argelia, Francia)
- Mejor película árabe: Akher Wahed Fina de Ala Eddine Slim (Túnez)
- Premio del público a mejor película: Wallay de Berni Goldblatt (Burkina Faso, Francia, Catar)
- Premio a mejor cortometraje: Facing The Wall de Alamork Davidian (Etiopía, Israel)
- Mención especial al cortometraje: Kindil El Bahr de Damien Ounouri (Argelia, Kuwait, EE. UU)
- Premio a mejor actriz: Honorine Munyole por su papel en Maman Colonelle de Dieudo Hamadi (República Democrática del Congo, Francia)

### FCAT 2016
El jurado oficial formado por Annouchka de Andrade (Francia), Reda Benjelloun (Marruecos) y Javier Mohedano (España) votó las siguientes obras:
- Mejor largometraje de ficción: Lonbraz Kann de David Constantin (Isla Mauricio)
- Mejor documental: La route du pain de Hicham Elladdaqi (Marruecos)
- Premio del público a mejor película: The Endless River de Oliver Hermanus (Sudáfrica, Francia)
- Premio a mejor cortometraje: Un métier bien de Farid Bentoumi (Argelia, Francia)
- Premio a mejor actriz: Ghalia Benali por su papel en À peine j’ouvre les yeux de Leyla Bouzid (Túnez, Francia, Bélgica)

### FCAT 2015
Este año en el jurado oficial se encontraba compuesto por las siguientes personalidades Pocas Pascoal (Angola), Emil Abossolo Mbo (Camerún) y Martín Pawley (España).
- Mejor largometraje de ficción: L’armée du salut de Abdellah Taïa (Marruecos, Francia)
- Mejor documental: Beats of the Antonov de Hajooj Kuka (Sudán del Sur)
- Mención especial al documental: Chantier A de Tarek Sami, Lucie Dèche y Karim Loualiche (Argelia, Francia)
- Mención especial al documental: La sirène du Faso Fani de Michel K. Zongo (Burkina Faso, Alemania, Francia)
- Premio del público a mejor película: Things of the Aimless Wanderer de Kivu Ruhorahoza (Ruanda, Reino Unido)
- Premio a mejor cortometraje: Peau de colle de Kaouther Ben Hania (Túnez, Francia)
- Premio a mejor actriz: Horeya Farghaly por su papel en Decor de Ahmad Abdalla (Egipto)

### FCAT 2014
Esta edición del FCAT no fue competitiva. 

### FCAT 2013
El jurado oficial, Olivier Barlet (Francia), Beatriz Leal (España) y Alfonso Crespo (España)
- Mejor largometraje de ficción: C’est eux les chiens de Hicham Lasri (Marruecos)
- Mejor documental: Mille soleils de Mati Diop (Senegal, Francia)
- Premio del público a mejor película: Malagasy Mankany de Haminiaina Ratovoarivony (Madagascar)
- Premio a mejor cortometraje: Les jours d’avant de Karim Moussaoui (Argelia, Francia)
- Premio a mejor actriz: Horeya Farghaly por su papel en Decor de Ahmad Abdalla (Egipto)

### FCAT 2012
Jurado: Sylvia Perel (Argentina), Tanya Valette (República Dominicana), Zeka Laplaine (República Democrática del Congo). 
- Mejor largometraje de ficción: Tey de Alain Gomis (Senegal, Francia)
- Mejor dirección: Kivu Ruhorahoza por Matière Grise (Ruanda)
- Mejor documental: Ganster Project de Teboho Edkins (Sudáfrica, Alemania)
- Mención especial al documental: Bir d’eau de Djamil Beloucif (Argelia, Francia)
- Premio del público a mejor película: 678 de Mohamed Diab (Egipto)
- Premio a mejor cortometraje: Sur la route du paradis de Uda Benyamina (Marruecos, Francia)
- Mención especial al cortometraje: Brûleurs de Farid Bentoumi (Argelia, Francia)
- Premio ASECAN de la crítica: Skoonheid de Oliver Hermanus (Sudáfrica, Francia)
- Premio SIGNIS: Matière Grise de Kivu Ruhorahoza (Ruanda)
- Premio ASFAAN a la carrera cinematográfica: a Merzak Allouache (Argelia)
- Premio del Jurado Joven: Kaa el Bir de Moez Ben Hassen (Túnez)
- Premio Córdoba Solidaria: Vol spécial de Fernand Melgar (Suazilandia)
- Mención especial al documental: Hóspedes da noite de Licínio Azevedo (Mozambique, Portugal)
- Premio a mejor actor: Saul Williams por su papel en Tey de Alain Gomis (Senegal, Francia)
- Premio a mejor actriz: Soufia Issami por su papel en Sur la planche de Leila Kilani (Marruecos, Alemania, Francia)

### FCAT 2011
Jurado compuesto por Anissa Daoud (Túnez), Wanuri Kahiu (Kenia) y Iván Trujillo Bolio (México). 
- Mejor largometraje de ficción: Microphone de Ahmad Abdalla (Egipto)
- Mejor dirección: a Daoud Aoulad-Syad A Jamaa (Marruecos)
- Mención especial a largometraje: Hawi de Ibrahim El-Batout (Egipto, Catar)
- Mejor documental: Koundi, le jeudi national de Ariani Astrid Atodji (Camerún)
- Mención especial al largometraje: Ashlaa de Haakim Belabes (Marruecos)
- Premio a mejor cortometraje: Mwansa the Great de Rungano Nyoni (Zambia, Reino Unido)
- Premio RTVA a la creatividad audiovisual: Mwansa the Great de Rungano Nyoni (Zambia, Reino Unido)
- Mención especial al cortometraje: Drexciya de Akosua Adoma Owusu (Ghana)
- Premio del público: Un homme qui crie de Mahamat Saleh Haroun (Chad, Francia, Bélgica)
- Premio ASFAAN a la carrera cinematográfica: a Moustapha Alassane (Níger)
- Premio SIGNIS a mejor largometraje: A Jamaa de Daoud Aoulad-Syad (Marruecos)
- Mención especial SIGNIS al largometraje: State of Violence de Khalo Matabane (Sudáfrica))
- Mención especial SIGNIS al largometraje: Microphone de Ahmad Abdalla (Egipto)
- Premio a mejor actor: Youssouf Djaoro por su papel en Un homme qui crie de Mahamat Saleh Haroun (Chad, Francia, Bélgica)
- Premio a mejor actriz: Denise Newman por su papel en Shirley Adams de Oliver Hermanus (Sudáfrica)

### FCAT 2010
El jurado oficial de esta edición fue el siguiente: Inés París (España), 
- Mejor largometraje de ficción: Teza de Haile Gerima (Etiopía)
- Mejor dirección: a Caroline Kamya en Imani (Uganda)
- Mejor documental: Les larmes de l’émigration de Alassane Diago (Senegal, Francia)
- Mención especial al documental: Les damnés de la terre de Jawad Rhalib (Marruecos, Bélgica)
- Mención especial al documental: Ceux de la colline de Berni Goldblat (Burkina Faso, Francia y Suiza)
- Premio del público: Atletu de Davey Frankel y Rasselas Lakew (Etiopía, Estados Unidos) y Ehki Ya Shahrazade de Yousry Nasrallah (Egipto)
- Premio RTVA a la creatividad audiovisual: El Icha de Walid Tayaa (Túnez)
- Mención especial al cortometraje: Lezare de Zelalem Woldemariam (Etiopía)
- Premio a mejor actor: Jen Ambani, Abubakar Mwenda, Godfrey Odhiambo por su papel en From a Whispter de Wanuri Kahiu (Kenia)
- Premio a mejor actriz: Rehema Nanfuka por su papel en Imani de Caroline Kamya (Uganda)

### FCAT 2009
Jurado
- Mejor largometraje de ficción: L’absence de Mama Keïta (Senegal, Francia)
- Mejor dirección: Karin Albou por Le chant des mariées (Túnez)
- Mejor documental: J’ai tant aimé de Dalila Ennadre (Marruecos, Francia)
- Mejor documental español de temática africana: La princesa de África de Juan Laguna (España)
- Premio del público a mejor película: Izulu Lami de Madoda Ncayiyana (Sudáfrica)
- Premio RTVA a la creatividad audiovisual: I Love You de Rogério Manjate (Mozambique)
- Premio del Jurado Joven a mejor cortometraje: C’est dimanche de Samir Guesmi (Argelia, Francia)
- Premio ASFAAN a la carrera cinematográfica: a Abderrahmane Sissako (Mauritania/Mali)
- Premio a mejor actor: Lionel Newton por su papel en Triomf de Michael Raeburn (Sudáfrica)
- Premio a mejor actriz: Sobahle Mkhabase por su papel en Izulu Lami de Madoda Ncayiyana (Sudáfrica, Francia)

### FCAT 2008
Jurado
- Mejor largometraje de ficción: Making Off de Nouri Bouzid (Túnez)
- Mejor dirección de largometraje: Newton Aduaka en Ezra (Austria, Bélgica, Francia, Nigeria)
- Mejor documental: Victimes de nos richesses de Kal Touré (Mali, Francia)
- Mención especial al documental: VHS Kahloucha de Nejib Belkadhi (Túnez)
- Premio del público a mejor película: Il va pleuvoir sur Conakry de Cheik Fantamady Camara (Guinea Conakry, Francia)
- Premio RTVA a la creatividad audiovisual: Humanitaire ! de Adama Roamba (Francia)
- Premio a mejor cortometraje: Usuku Lwan de Bela Lukac (Sudáfrica)
- Premio a mejor actor: David Kibbuka, Kagiso Lediga y Joey Rasdien por su papel en Bunny Chow de John Barker (Sudáfrica)
- Premio a mejor actriz: Nadia Kaci por su papel en Délice Paloma de Nadir Moknèche (Argelia, Francia)

### FCAT 2007
Jurado
- Mejor largometraje de ficción: Rêves de poussière de Laurent Salgues (Burkina Faso, Canadá y Francia)
- Mejor dirección de largometraje: Djamila Sahraoui en Barakat! (Argelia, Francia)
- Mención especial al largometraje: WWW.What a Wonderful World de Faouzi Bensaïdi (Alemania, Francia, Marruecos)
- Mejor documental: El-Banate Dol de Tahani Rached (Egipto)
- Mención especial al documental: Amma, les aveugles de Dakar de Mamadou Sellou Diallo (Francia, Senegal)
- Mención especial al documental: Je vais vous raconter de Dalila Ennadre (Marruecos, Francia)
- Premio del público a mejor película: Africa Paradis de Sylvestre Amoussou (Benín)
- Premio RTVA a la creatividad audiovisual: Lucky de Avie Luthra (Sudáfrica, Reino Unido)
- Premio a mejor cortometraje: La pelote de laine de Fatma Zohra Zamoum (Francia)
- Mención especial al cortometraje: Menged de Daniel Taye Workou (Alemania, Etiopía)
- Mención especial al cortometraje: Sabah El-Foll de Sherif El Bandary (Egipto)
- Premio a mejor actor: David Dontoh por su papel en No Time To Die de Tim Ampaw (Alemania, Ghana)
- Premio a mejor actriz: Anissa Daoud por su papel en Ors el dhib de Jilani Saad (Túnez)

### FCAT 2006
Jurado
- Mejor largometraje de ficción: L’enfant endormi de Yasmine Kassari (Marruecos, Bélgica)
- Mejor documental: Arlit, deuxième Paris de Idrissou Mora-Kpaï (Benín, Francia)
- Premio del público a mejor película: Mémoire en détention de Jilali Ferhati (Marruecos)
- Premio a mejor cortometraje: L’ami y’a bon de Rachid Bouchareb (Argelia, Francia)

## Ediciones
- Festival de Cine Africano - FCAT 2016 - 13.ª edición, del 26 de mayo al 3 de junio en Tánger, y del 27 de mayo al 4 de junio en Tarifa
- Festival de Cine Africano de Córdoba 2015 - 12.ª edición, del 21 al 28 de marzo de 2015
- Festival de Cine Africano de Córdoba 2014 - 11.ª edición, del 15 al 19 de octubre de 2014
- Festival de Cine Africano de Córdoba 2013 - 10.ª edición, del 11 al 19 de octubre de 2013
- Festival de Cine Africano de Córdoba 2012 - 9.ª edición, del 13 al 20 de octubre de 2012
- Festival de Cine Africano de Tarifa 2011 – 8.ª edición, del 11 al 19 de junio de 2011
- Festival de Cine Africano de Tarifa 2010 – 7.ª edición, del 21 al 29 de mayo de 2010
- Festival de Cine Africano de Tarifa 2009 – 6.ª edición, del 22 al 31 de mayo de 2009
- Festival de Cine Africano de Tarifa 2008 – 5.ª edición, del 25 de abril al 4 de mayo de 2008
- Festival de Cine Africano de Tarifa 2007 – 4ª edicióndel 27 de abril al 6 de mayo de 2007
- Muestra de Cine Africano de Tarifa 2006 – 3ª edición, del 28 de abril al 7 de mayo de 2006
- Muestra de Cine Africano de Tarifa 2005 – 2ª edición, del 8 al 15 de mayo de 2005
- Muestra de Cine Africano de Tarifa 2004 – 1ª edición, del 14 al 20 de junio de 2004

## Reconocimientos
En 2019 recibe el reconocimiento de la Academia con el Premio González Sinde 2019